# ゾナー

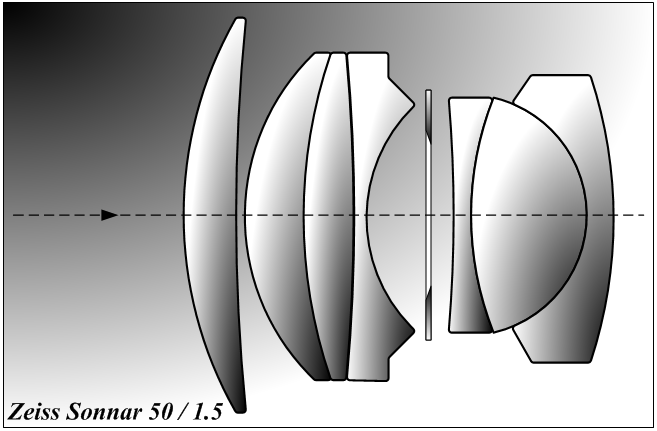
ゾナー50mmF1.5

ゾナー（Sonnar）は、ツァイス・イコンのルートヴィッヒ・ベルテレがエルノスターを改良して1929年に発明したカール・ツァイスのレンズである。
名称の由来はツァイスの工場が郊外にあった都市ゾントホーフェン（Sonthofen）から来るという説と太陽を意味するドイツ語（ゾンネ、Sonne）から来るという説の2つの説が知られる。なお、現在カール・ツァイスではベルテレがゾナーの前に設計したエルノスタータイプのレンズにもゾナーの名称をつけている。
張り合わせによる、枚数の割に群数の少ない構成は、レンズコーティング以前の時代には反射率の高い空気-ガラス面が少ないことから4群6枚のダブルガウス型より好まれ、また大口径化も進んだ。しかし後群のレンズが後方に伸びていることにより、一眼レフカメラにおいてはミラーに干渉するという問題を生じ、コーティング技術も発達したことと、特にダブルガウス型においてバックフォーカスを長くとれる処方が確立されたこともあり、一般にF1.4前後の大口径に設定されるレンズ交換式一眼レフカメラの標準単焦点レンズについてはゾナータイプは見られなくなった。
しかし、一眼レフでも標準域大口径以外、特に中望遠レンズや望遠側のズームの部分群として、また一眼レフ以外では標準域大口径でも、ゾナータイプ（およびその先祖のエルノスタータイプ）は広く使われている。

## 解説
コーティング技術が実用的でなかった戦前においては3群構成で空気境界面が少ないことと、当時のダブルガウス型では泣き所であったコマ収差を抑えることに成功したことで、プラナーに比べ格段に高コントラストな画像を得ることを可能にした。また、大口径と小型設計を両立することができ、レンズが小型であることが重要となるレンジファインダーカメラにおいて重宝された。
当初はF2.0の、1932年には3群7枚F1.5のコンタックス用5cmレンズが作られた。しかし性能は高いが、大きなガラス塊が必要で重く、3枚張り合わせのために製造効率も悪く、非常に高価であった。
戦後は一眼レフカメラに主流が移っていったわけだが、レンズの後方にミラーを置くスペースが必要となる一眼レフカメラでは、後群が干渉するゾナーは不利であった。コーティング技術の発達などもあり一眼レフカメラ用交換レンズでは、ゾナー型は望遠レンズなど一部に採用されるにとどまっている。一方でミラーの制限がないコンパクトカメラ等には、小型にまとまる利点を生かしたゾナー風構成の採用例がいくつもあり、さらに時代が移ったデジタルカメラでも一眼レフカメラ以外に採用例がある。
非対称型構成のため、糸巻き型の歪曲収差が発生しやすい。

## 製品一覧
アルファベット順に記述する。

### キヤノンEFマウントゾナー
- アポゾナー135mmF2 - コシナ製。ZEマウント。

### コンタフレックス（Contaflex）用ゾナー
戦前のライカ判レンズ交換式二眼レフカメラ用であり、戦後のライカ判レンズシャッター式一眼レフカメラには使用できない。

### コンタフレックス126（Contaflex126）用ゾナー
専用マウントによる交換式。

### コンタックス（Contax）用ゾナー
コンタックス用ゾナーはいずれも1940年代から1950年代、高性能なレンズのお手本として世界中でコピーや改良型が設計された。

### コンタックスT（CONTAX T）用ゾナー
高級コンパクトカメラ、コンタックスTシリーズに固定装着されている。いずれもエルノスター型である。

### グラフレックスXLシリーズ用ゾナー
- ゾナー180mmF4.8

### ハッセルブラッドVシリーズ用ゾナー
SWCシリーズを除くハッセルブラッドVシリーズ用。シャッターを内蔵しないものは2000、200シリーズ専用。

### ニコンFマウントゾナー
ZFマウントはAi-S相当。ZF.2マウントはAi-P相当。
- アポゾナー135mmF2 - コシナ製。ZF.2マウント。

### ローライ35S用ゾナー
ローライ35S、ローライ35SEに固定装着されている。

### ローライフレックス6×6cm判二眼レフカメラ用ゾナー
テレローライフレックスにゾナー135mmF4が固定装着されている。

### ソニーAマウントゾナー
- ゾナー135mmF1.8ZA（2006年発売）

### ソニーEマウントゾナー
- ゾナー E24mmF1.8ZA（2011年発売） - APS-Cフォーマット対応。ライカ判換算36mm
- ゾナー FE35mmF2.8ZA（2013年発売）
- ゾナー FE55mmF1.8ZA（2013年発売）
- Batis1.8/85（2015年発売）

### ソニーサイバーショット用ゾナー
- ゾナー35mmF2 - DSC-RX1に内蔵。

### 大判用ゾナー
- ゾナー250mmF5.6 - リンホフ純正。